# 庫特爾沃國家公園
庫特爾沃國家公園是秘魯的國家公園，位於該國北部，由卡哈馬卡大區負責管轄，面積82.14平方公里，始建於1961年9月8日，是美洲豹、虎貓、眼鏡熊、長尾水獺、南美草原貓、山貘、安第斯動冠傘鳥等動物的棲息地。

## 外部連結
- Cutervo Nacional Park （页面存档备份，存于） (in Spanish)